# Gau Bayreuth
O Gau Bayreuth (até junho de 1942, Gau Bayerische Ostmark, "Marca Oriental da Baviera") foi uma divisão administrativa da Alemanha Nazista formada pela fusão dos Gaue em 19 de janeiro de 1933 na Baixa Baviera, Alto Palatinado e Alta Francônia, Baviera. Existiu de 1933 a 1945.

## História
O Gau Nazista (plural Gaue) foi originalmente estabelecido numa conferência do partido em 22 de maio de 1926, a fim de melhorar a administração da estrutura partidária. A partir de 1933, após a tomada do poder pelos nazistas, o Gaue substituiu cada vez mais os estados alemães como subdivisões administrativas na Alemanha.
À frente de cada Gau estava um Gauleiter, posição que se tornou cada vez mais poderosa, especialmente após a eclosão da Segunda Guerra Mundial . Os Gauleiters locais foram responsáveis pela propaganda e vigilância e, a partir de setembro de 1944, pelo Volkssturm e pela defesa do Gau.
O Gau Bayerische Ostmark foi formada em 1933, quando Hans Schemm, o gauleiter de Oberfranken, uniu os três Gaue de Oberpfalz, Niederbayern e Oberfranken em um em uma luta interna pelo poder. O termo Bayerische Ostmark foi cunhado após a Primeira Guerra Mundial para a região para se referir ao facto de a área agora fazer fronteira com a nova Checoslováquia, um país considerado hostil à Alemanha. O termo Marca foi historicamente usado na Alemanha Imperial para regiões fronteiriças com vizinhos hostis. Foi o único do Gaue da Baviera incorporar mais de um Regierungsbezirk, abrangendo três deles.
Hans Schemm liderou o Gau até sua morte num acidente de avião em 1935; seu sucessor, Fritz Wächtler, não conseguiu reunir a mesma popularidade junto à população da região. Após a ocupação da Tchecoslováquia, partes deste país foram incorporadas ao Gau. Os distritos (em alemão:  Kreis) de Bergreichenstein, Markt Eisenstein e Prachatitz foram adicionados ao Gau. A partir de 1938, o Gau também abrigou o campo de concentração de Flossenbürg e seus muitos subcampos. O Gau Bayerische Ostmark não era mais uma região fronteiriça, e foi então renomeado como Gau Bayreuth em junho de 1942. Wächtler foi baleado por ordem de Hitler, tendo deixado sua capital, Bayreuth, em abril de 1945. Ele foi substituído por Ludwig Ruckdeschel, cujo reinado até a rendição da Alemanha nazista foi muito breve.

## Gauleiter
Os Gauleiter de Gau Bayreuth foram: 
- Hans Schemm - 19 de janeiro de 1933 a 5 de março de 1935
- Fritz Wächtler - 5 de dezembro de 1935 a 19 de abril de 1945
- Ludwig Ruckdeschel - 19 de abril de 1945 a 8 de maio de 1945

Ludwig Ruckdeschel foi vice-Gauleiter de 1 de fevereiro de 1933 a junho de 1941. Nesta posição, ele liderou o Gau como atuante desde a morte de Hans Schemm até a nomeação de Fritz Wächtler em 1935. Após a execução de Wächtler por derrotismo por um esquadrão SS em 1945, ele próprio se tornou Gauleiter.